# Mario Kvesić
Mario Kvesić (Široki Brijeg, 12 gennaio 1992) è un calciatore bosniaco, centrocampista del Celje.

## Carriera

### Club
Ha giocato nel campionato bosniaco e croato.

### Nazionale
Ha giocato nelle nazionali giovanili bosniache Under-17 ed Under-19.
Ha esordito con la nazionale bosniaca Under-21 nel 2011.

## Palmarès

### Club

#### Competizioni nazionali
- Campionato sloveno: 2

Olimpia Lubiana: 2022-2023
Celje: 2023-2024
- Coppa di Slovenia: 2

Olimpia Lubiana: 2022-2023
Celje: 2024-2025